# Bugatti Type 43

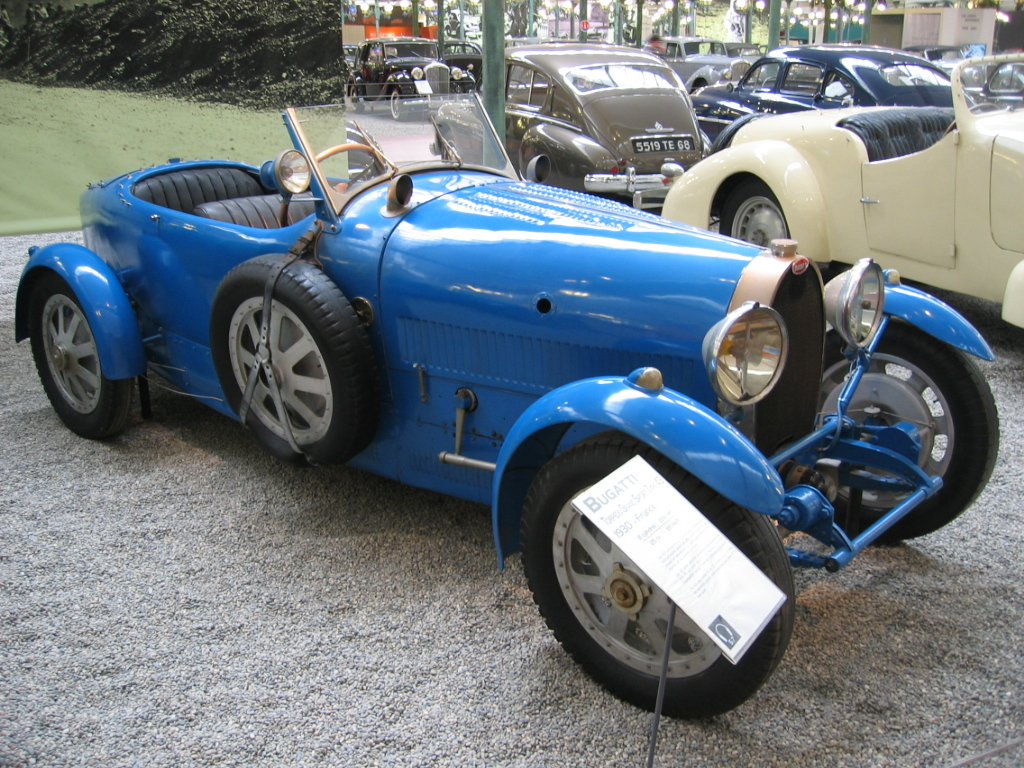
Bugatti Type 43 als Tourenwagen

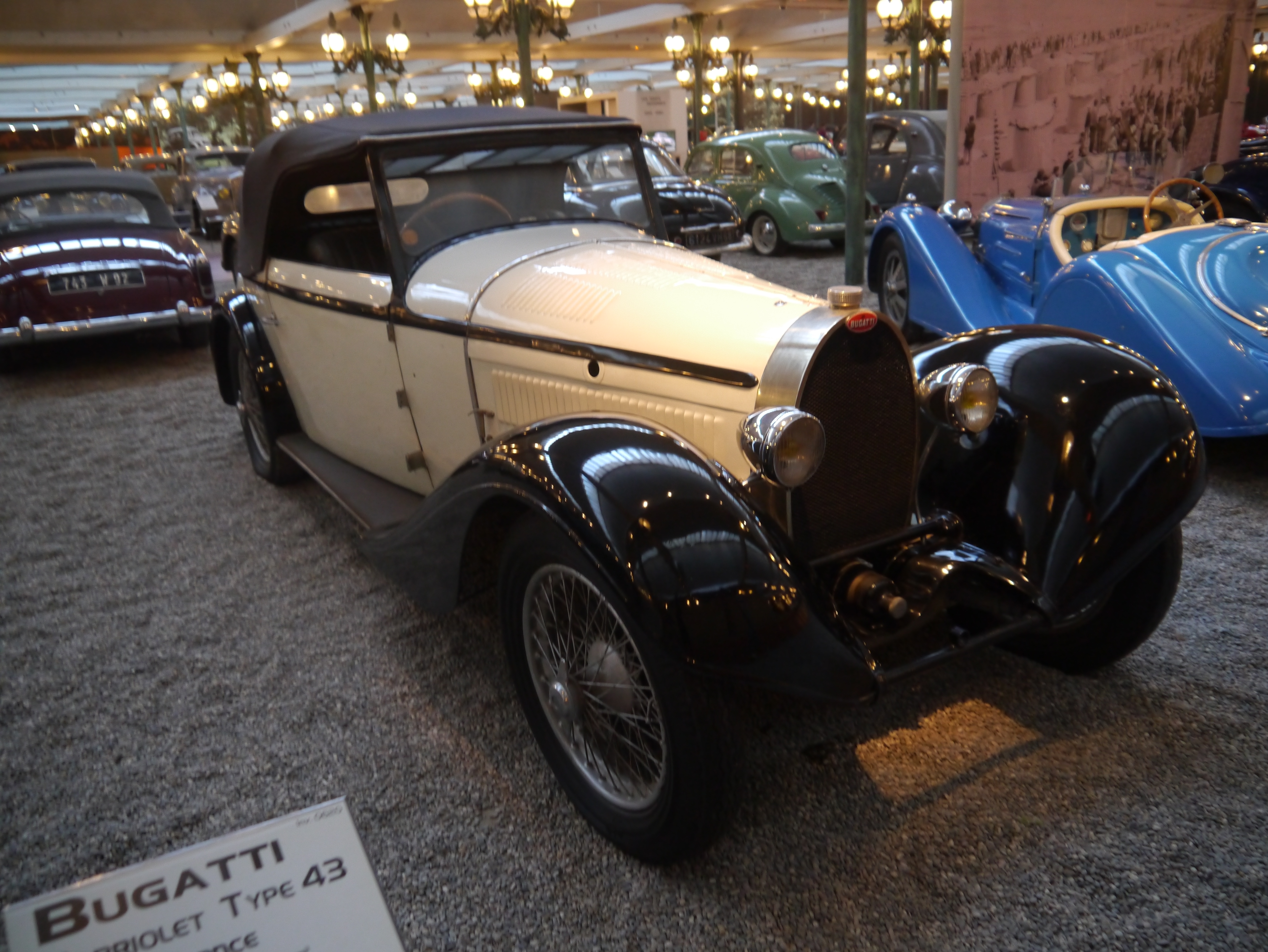
Bugatti Type 43 als Cabriolet

Der Bugatti Type 43 ist ein sportliches Pkw-Modell. Hersteller war Bugatti aus Frankreich.

## Beschreibung
Ettore Bugatti brachte das Modell 1927 auf den Markt. Es löste den Type 38 ab.
Der Achtzylinder-Reihenmotor entspricht dem Type 35 B. Er hat 60 mm Bohrung und 100 mm Hub. Das ergibt 2262 cm³ Hubraum. Kurbelwellenlager sind fünf Kugellager plus Rollenlager. Jeder Zylinder hat zwei Einlassventile und ein Auslassventil. Ein Kompressor sorgt für mehr Leistung.
Der wassergekühlte Motor ist vorne im Fahrgestell eingebaut. Er treibt über ein Vierganggetriebe und eine Kardanwelle die Hinterachse an. Das Fahrgestell ähnelt jenem des Type 38. Der Radstand beträgt allerdings nur 2972 mm. Die Spurweite ist mit 1250 mm identisch.
Die erste Version war von 1927 bis 1931 oder 1932 erhältlich. Sie hatte 115 PS oder 125 PS Leistung. Damit waren 172 km/h oder 180 km/h Höchstgeschwindigkeit möglich. Überliefert sind Roadster mit Notsitz und viersitzige Tourenwagen. Die Fahrzeuge sind 4320 mm lang und 1480 mm breit. Das Leergewicht beträgt 1050 kg, laut einer anderen Quelle 1250 kg.
1929 oder 1931 erschien der Type 43 a bzw. Type 43 A. Als Motorleistung werden sowohl 100 PS als auch 115 PS genannt. Eine Quelle bezeichnet ihn als amerikanische Version. Das Werk bot ihn nur als Roadster mit Notsitz an. Allerdings bestand die Möglichkeit, sich bei einem externen Karosserier eine Karosserie nach Wahl anfertigen zu lassen. Der Roadster ist mit 1025 kg Leergewicht und 160 km/h oder 165 km/h angegeben.
Die Fahrzeuge wurden auch bei Autorennen eingesetzt.
1932 endete die Produktion. Nachfolger wurde der Type 55.

## Stückzahlen
Eine Quelle nennt 158 hergestellte Fahrzeuge, von denen noch 61 existieren. Zwei anderen Quellen kommen auf 160 Stück.

## Ein besonderer Type 43 A
Erwähnt werden muss ein Projekt, das ebenfalls Type 43 A genannt wurde. Entweder 1929 oder zwischen 1927 und 1930 gab es Versuche mit zwei nebeneinander angeordneten Achtzylindermotoren. 60 mm Bohrung und 84 mm Hub ergaben 3800 cm³ Hubraum. Mithilfe von zwei Kompressoren leistete der Motor 260 PS. 2972 mm Radstand, 1250 mm Spurweite, 4320 mm Fahrzeuglänge, 1550 mm Fahrzeugbreite und 1200 kg Leergewicht sind überliefert. Die offene Karosserie mit Spitzheck bot Platz für drei oder vier Personen. Das Projekt wurde aufgegeben, bevor ein komplettes Fahrzeug fertig war. Mindestens ein Prospekt wurde gedruckt. Ein Motor dieser Art wurde später im Type 45 eingesetzt.